# Nampabius inimicus
Nampabius inimicus är en mångfotingart som beskrevs av Chamberlin 1913. Nampabius inimicus ingår i släktet Nampabius och familjen stenkrypare. Inga underarter finns listade i Catalogue of Life.